# The Code (King Von)
The Code è un singolo del rapper statunitense King Von, pubblicato il 30 ottobre 2020. Il brano presenta la collaborazione del rapper statunitense Polo G.

## Tracce
Testi di Dayvon Bennett e Taurus Bartlett, musiche di DJ Ayo, JTK e LC.
1. The Code (feat. Polo G) – 2:22

## Classifiche
| Classifiche (2020)       | Posizione massima |
| ------------------------ | ----------------- |
| Canada Billboard Hot 100 | 90                |
| USA Billboard Hot 100    | 66                |